# Wereldkampioenschappen indooratletiek 2006

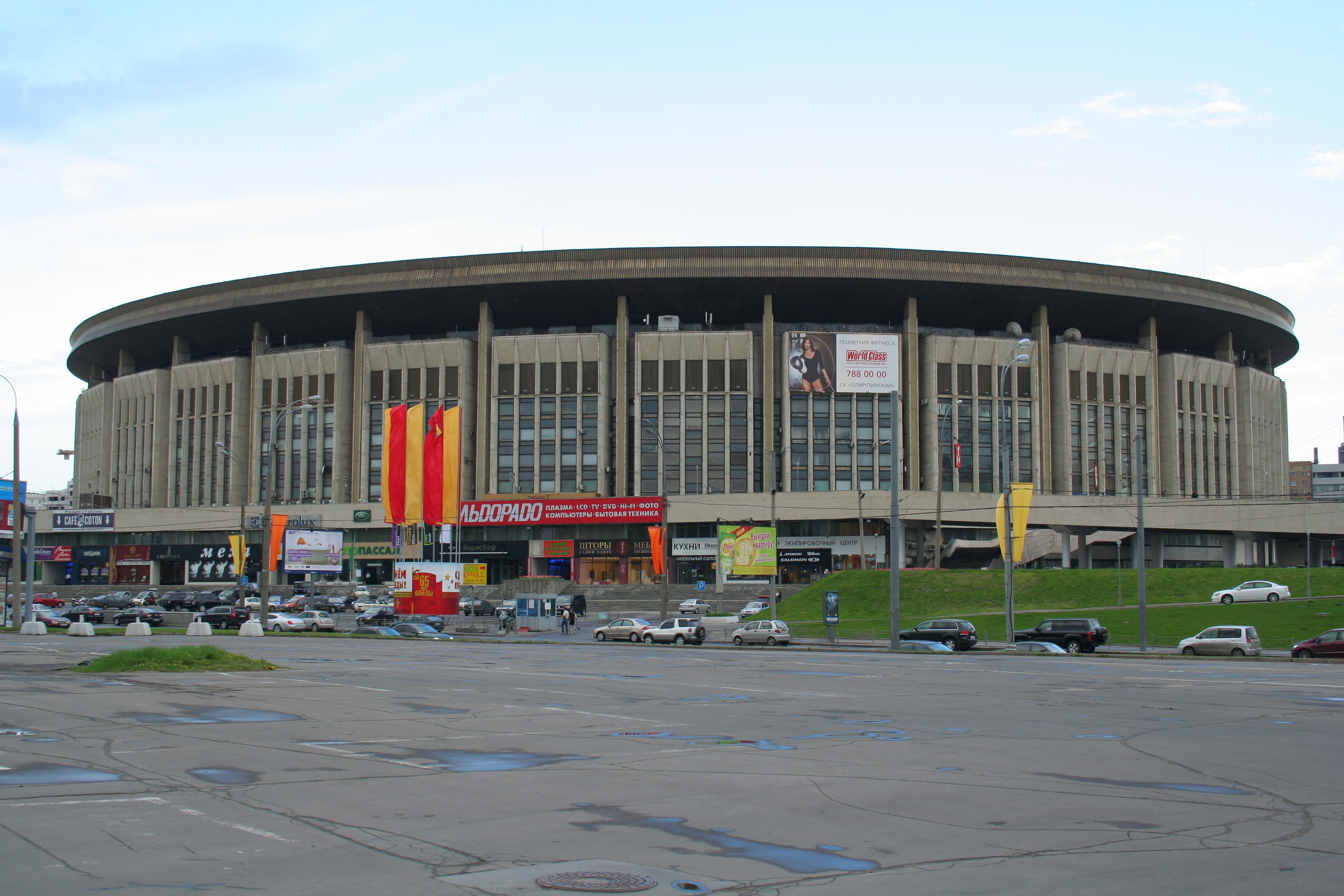
Stadion

Het WK indooratletiek 2006 werd gehouden van 10 tot 12 maart in Moskou. Heel wat grote namen in de atletiekwereld lieten de WK schieten om zich beter te kunnen voorbereiden op het outdoor seizoen.

## Wereldrecords
Er werden geen wereldrecords verbeterd bij dit kampioenschap.

## Deelnemers

### Nederland
- Laurens Looije
  - polsstokhoogspringen - 14e in de kwalificatieronde met 5,45 m
- Arnoud Okken
  - 800 m - 5e in de halve finale met 1.47,68
- Karin Ruckstuhl
  - vijfkamp - 2e in de finale met 4607 pnt
- Gregory Sedoc
  - 60 m horden - 3e in de halve finale met 7,73 s
- Marcel van der Westen
  - 60 m horden - 6e in de halve finale met 7,80 s

### België
- Kim Gevaert
  - 60 m - 3e in de finale met 7,11 s
- Tia Hellebaut
  - hoogspringen - 6e in de finale met 1,96 m
- Kevin Rans
  - polsstokhoogspringen - 11e in de kwalificatieronde met 5,60 m

## Uitslagen

### 60 m
| rang   | land | naam              | prestatie   |
| ------ | ---- | ----------------- | ----------- |
| Goud   | USA  | Leonard Scott     | 6,50 s (WL) |
| Zilver | RUS  | Andrej Jepisjin   | 6,52 s (NR) |
| Brons  | USA  | Terrence Trammell | 6,54 s      |
| 4      | SLO  | Matic Osovnikar   | 6,58 s (NR) |
| 5      | NGR  | Olusoji Fasuba    | 6,58 s      |
| 6      | FRA  | Ronald Pognon     | 6,61 s      |
| 7      | BRA  | Vicente de Lima   | 6,62 s      |
| 8      | CUB  | Henry Vizcaina    | 6,84 s      |

| rang   | land | naam                   | prestatie   |
| ------ | ---- | ---------------------- | ----------- |
| Goud   | USA  | Me'Lisa Barber         | 7,01 s (WL) |
| Zilver | USA  | Lauryn Williams        | 7,01 s (WL) |
| Brons  | BEL  | Kim Gevaert            | 7,11 s (NR) |
| 4      | FRA  | Christine Arron        | 7,13 s      |
| 5      | RUS  | Maria Bolikova         | 7,17 s      |
| 6      | UKR  | Zjanna Block           | 7,19 s      |
| 7      | RUS  | Larissa Kruglova       | 7,23 s      |
| 8      | CMR  | Sylvie Mballa Éloundou | 7,30 s      |

### 400 m
| rang   | land | naam              | prestatie |
| ------ | ---- | ----------------- | --------- |
| Goud   | GRN  | Alleyne Francique | 45,54 s   |
| Zilver | BOT  | California Molefe | 45,75 s   |
| Brons  | BAH  | Chris Brown       | 45,78 s   |
| 4      | JAM  | Davian Clarke     | 45,93 s   |
| 5      | USA  | Milton Campbell   | 46,15 s   |
| 6      | RUS  | Dmitriy Petrov    | 47,33 s   |

| rang   | land | naam                | prestatie |
| ------ | ---- | ------------------- | --------- |
| Goud   | RUS  | Olesja Krasnomovets | 50,04 s   |
| Zilver | BUL  | Vanja Stambolova    | 50,21 s   |
| Brons  | BAH  | Christine Amertil   | 50,34 s   |
| 4      | RUS  | Natalja Nazarova    | 50,60 s   |
| 5      | JAM  | Novlene Williams    | 51,82 s   |
| 6      | BUL  | Mariyana Dimitrova  | 52,66 s   |

### 800 m
| rang   | land | naam                | prestatie |
| ------ | ---- | ------------------- | --------- |
| Goud   | KEN  | Wilfred Bungei      | 1.47,15   |
| Zilver | RSA  | Mbulaeni Mulaudzi   | 1.47,16   |
| Brons  | RUS  | Joeri Borzakovski   | 1.47,38   |
| 4      | LAT  | Dmitrijs Milkevics  | 1.48,01   |
| 5      | ESP  | Juan de Dios Jurado | 1.48,44   |
| 6      | GBR  | Jimmy Watkins       | 1.48,56   |

| rang   | land | naam                 | prestatie |
| ------ | ---- | -------------------- | --------- |
| Goud   | MOZ  | Maria Mutola         | 1.58,90   |
| Zilver | JAM  | Kenia Sinclair       | 1.59,54   |
| Brons  | MAR  | Hasna Benhassi       | 2.00,34   |
| 4      | FRA  | Elisabeth Grousselle | 2.00,74   |
| 5      | RUS  | Olga Kotljarova      | 2.01,26   |
| 6      | POL  | Ewelina Setowska     | 2.02,39   |

### 1500 m
| rang   | land | naam             | prestatie |
| ------ | ---- | ---------------- | --------- |
| Goud   | UKR  | Ivan Heshko      | 3.42,08   |
| Zilver | KEN  | Daniel Komen     | 3.42,55   |
| Brons  | KEN  | Elkanah Angwenyi | 3.42,98   |
| 4      | TUR  | Halil Akkas      | 3.42,61   |
| 5      | ESP  | Sergio Gallardo  | 3.43,77   |
| 6      | IRL  | James Nolan      | 3.43,98   |
| 7      | USA  | Chris Lukezic    | 3.45,09   |
| 8      | MAR  | Yassine Bensghir | 3.47,20   |

| rang   | land | naam              | prestatie |
| ------ | ---- | ----------------- | --------- |
| Goud   | RUS  | Joelia Tsjizjenko | 4.04,70   |
| Zilver | RUS  | Jelena Soboleva   | 4.05,21   |
| Brons  | BRN  | Maryam Jamal      | 4.05,53   |
| 4      | FRA  | Hind Dehiba       | 4.05,67   |
| 5      | UKR  | Iryna Lishchynska | 4.07,82   |
| 6      | ROU  | Corina Dumbravean | 4.08,29   |
| 7      | USA  | Treniere Clement  | 4.11,21   |
| 8      | FRA  | Maria Martins     | 4.15,17   |

### 3000 m
| rang   | land | naam                | prestatie |
| ------ | ---- | ------------------- | --------- |
| Goud   | ETH  | Kenenisa Bekele     | 7.39,32   |
| Zilver | QAT  | Saif Saaeed Shaheen | 7.41,28   |
| Brons  | KEN  | Eliud Kipchoge      | 7.42,58   |
| 4      | IRL  | Alistair Cragg      | 7.46,43   |
| 5      | KEN  | Shedrack Korir      | 7.47,11   |
| 6      | ETH  | Tariku Bekele       | 7.47,67   |
| 7      | MAR  | Adil Kaouch         | 7.48,01   |
| 8      | KSA  | Moukheld Al-Outaibi | 7.52,91   |

| rang   | land | naam                   | prestatie |
| ------ | ---- | ---------------------- | --------- |
| Goud   | ETH  | Meseret Defar          | 8.38,80   |
| Zilver | RUS  | Lidia Chojecka         | 8.42,18   |
| Brons  | POL  | Sentayehu Ejigu        | 8.42,59   |
| 4      | ETH  | Sentayehu Ejigu        | 8.43,38   |
| 5      | RUS  | Olesja Syreva          | 8.44,10   |
| 6      | MAR  | Mariem Alaoui Selsouli | 8.55,97   |
| 7      | USA  | Carrie Tollefson       | 8.59,13   |
| 8      | POR  | Analía Rosa            | 8.59,99   |

### 60 m horden
| rang   | land | naam               | prestatie |
| ------ | ---- | ------------------ | --------- |
| Goud   | USA  | Terrence Trammell  | 7,43      |
| Zilver | CUB  | Dayron Robles      | 7,46      |
| Brons  | USA  | Dominique Arnold   | 7,52      |
| 4      | JAM  | Maurice Wignall    | 7,52      |
| 4      | LAT  | Staņislavs Olijars | 7,52      |
| 6      | GER  | Thomas Blaschek    | 7,57      |
| 7      | COL  | Paulo Villar       | 7,61      |
| 8      | CUB  | Yoel Hernández     | 7,62      |

| rang   | land | naam                  | prestatie |
| ------ | ---- | --------------------- | --------- |
| Goud   | IRL  | Derval O'Rourke       | 7,84      |
| Zilver | ESP  | Glory Alozie          | 7,86      |
| Brons  | SWE  | Susanna Kallur        | 7,87      |
| 4      | USA  | Danielle Carruthers   | 7,88      |
| 5      | GER  | Kirsten Bolm          | 7,93      |
| 6      | JAM  | Lacena Golding-Clarke | 7,94      |
| 7      | USA  | Damu Cherry           | 7,95      |
| 8      | SWE  | Jenny Kallur          | 7,98      |

### Verspringen
| rang   | land | naam             | prestatie |
| ------ | ---- | ---------------- | --------- |
| Goud   | GHA  | Ignisious Gaisah | 8,30      |
| Zilver | PAN  | Irving Saladino  | 8,29      |
| Brons  | ITA  | Andrew Howe      | 8,19      |
| 4      | GRE  | Loúis Tsátoumas  | 8,01      |
| 5      | RSA  | Khotso Mokoena   | 7,97      |
| 6      | BRA  | Erivaldo Vieira  | 7,97      |
| 7      | USA  | Brian Johnson    | 7,90      |
| 8      | ALG  | Issam Nima       | 7,84      |

| rang   | land | naam                | prestatie |
| ------ | ---- | ------------------- | --------- |
| Goud   | RUS  | Tatjana Kotova      | 7,00      |
| Zilver | USA  | Tianna Madison      | 6,80      |
| Brons  | POR  | Naide Gomes         | 6,76      |
| 4      | ESP  | Concepción Montaner | 6,76      |
| 5      | LAT  | Ineta Radēviča      | 6,54      |
| 6      | CUB  | Yargelis Savigne    | 6,51      |
| 7      | RUS  | Oksana Udmurtova    | 6,50      |
| 8      | GRE  | Stilianí Pilátou    | 6,50      |

### Hink-stap-springen
| rang   | land | naam                | prestatie |
| ------ | ---- | ------------------- | --------- |
| Goud   | USA  | Walter Davis        | 17,73     |
| Zilver | BRA  | Jadel Gregório      | 17,56     |
| Brons  | CUB  | Yoandri Betanzos    | 17,42     |
| 4      | ROU  | Marian Oprea        | 17,34     |
| 5      | RUS  | Igor Spasovkhodskiy | 17,25     |
| 6      | POR  | Nelson Évora        | 17,14     |
| 7      | GBR  | Nathan Douglas      | 17,05     |
| 8      | GRE  | Dimítrios Tsiámis   | 16,94     |

| rang   | land | naam                | prestatie |
| ------ | ---- | ------------------- | --------- |
| Goud   | RUS  | Tatjana Lebedeva    | 14,95     |
| Zilver | RUS  | Anna Pjatych        | 14,93     |
| Brons  | SUD  | Yamilé Aldama       | 14,86     |
| 4      | JAM  | Trecia Smith        | 14,84     |
| 5      | CUB  | Yargelis Savigne    | 14,72     |
| 6      | BUL  | Tereza Marinova     | 14,37     |
| 7      | UKR  | Aleksandra Stadnyuk | 14,34     |
| 8      | SVK  | Dana Veldáková      | 13,76     |

### Hoogspringen
| rang   | land | naam               | prestatie |
| ------ | ---- | ------------------ | --------- |
| Goud   | RUS  | Jaroslav Rybakov   | 2,37      |
| Zilver | RUS  | Andrey Tereshin    | 2,35      |
| Brons  | SWE  | Linus Thörnblad    | 2,33      |
| 4      | CUB  | Víctor Moya        | 2,30      |
| 5      | SWE  | Stefan Holm        | 2,30      |
| 6      | UKR  | Andriy Sokolovskiy | 2,26      |
| 7      | ITA  | Giulio Ciotti      | 2,26      |
| 8      | POL  | Robert Wolski      | 2,22      |

| rang   | land | naam                  | prestatie |
| ------ | ---- | --------------------- | --------- |
| Goud   | RUS  | Jelena Slesarenko     | 2,02      |
| Zilver | CRO  | Blanka Vlašić         | 2,00      |
| Brons  | ESP  | Ruth Beitia           | 1,98      |
| 4      | RUS  | Jekaterina Savtsjenko | 1,98      |
| 5      | ITA  | Antonietta di Martino | 1,96      |
| 6      | BEL  | Tia Hellebaut         | 1,96      |
| 7      | UKR  | Vita Stopina          | 1,96      |
| 8      | USA  | Chaunté Howard        | 1,94      |

### Polsstokhoogspringen
| rang   | land | naam                | prestatie |
| ------ | ---- | ------------------- | --------- |
| Goud   | USA  | Brad Walker         | 5,80      |
| Zilver | SWE  | Alhaji Jeng         | 5,70      |
| Brons  | GER  | Tim Lobinger        | 5,60      |
| 4      | ISR  | Aleksandr Averboech | 5,50      |
| 5      | GER  | Fabian Schulze      | 5,50      |
| 6      | MEX  | Giovanni Lanaro     | 5,50      |
| 7      | UKR  | Denys Yurchenko     | NM        |
| 8      | USA  | Jeff Hartwig        | NM        |

| rang   | land | naam               | prestatie |
| ------ | ---- | ------------------ | --------- |
| Goud   | RUS  | Jelena Isinbajeva  | 4,80      |
| Zilver | POL  | Anna Rogowska      | 4,75      |
| Brons  | RUS  | Svetlana Feofanova | 4,70      |
| 4      | POL  | Monika Pyrek       | 4,65      |
| 5      | FRA  | Vanessa Boslak     | 4,65      |
| 6      | ESP  | Naroa Agirre       | 4,50      |
| 7      | USA  | Kellie Suttle      | 4,40      |
| 8      | GER  | Silke Spiegelburg  | 4,30      |

### Kogelstoten
| rang   | land | naam                | prestatie |
| ------ | ---- | ------------------- | --------- |
| Goud   | USA  | Reese Hoffa         | 22,11     |
| Zilver | DEN  | Joachim Olsen       | 21,16     |
| Brons  | RUS  | Pavel Sofin         | 20,68     |
| 4      | ROU  | Gheorghe Guset      | 20,60     |
| 5      | ESP  | Manuel Martínez     | 20,43     |
| 6      | POL  | Tomasz Majewski     | 20,07     |
| 7      | RUS  | Anton Lyuboslavskiy | 19,93     |
| DQ     | BLR  | Andrej Michnevitsj  | 21,37     |

| rang   | land | naam                  | prestatie |
| ------ | ---- | --------------------- | --------- |
| Goud   | BLR  | Natallja Khoroneko    | 19,84     |
| Zilver | GER  | Nadine Kleinert       | 19,64     |
| Brons  | RUS  | Olga Rjabinkina       | 19,24     |
| 4      | GER  | Petra Lammert         | 19,21     |
| 5      | CUB  | Yumileidi Cumbá       | 18,28     |
| 6      | BLR  | Nadzeja Astaptsjoek   | 18,13     |
| 7      | USA  | Jillian Camarena      | 17,60     |
| 8      | TRI  | Cleopatra Borel-Brown | 17,59     |

### Zevenkamp/Vijfkamp
| rang   | land | naam                | prestatie |
| ------ | ---- | ------------------- | --------- |
| Goud   | GER  | André Niklaus       | 6192      |
| Zilver | USA  | Bryan Clay          | 6187      |
| Brons  | CZE  | Roman Šebrle        | 6161      |
| 4      | EST  | Kristjan Rahnu      | 6062      |
| 5      | RUS  | Aleksej Drozdov     | 6052      |
| 6      | RUS  | Aleksandr Pogorelov | 5910      |
| 7      | RUS  | Konstantin Smirnov  | 5795      |

| rang   | land | naam                 | prestatie |
| ------ | ---- | -------------------- | --------- |
| Goud   | UKR  | Ljoedmila Blonska    | 4685      |
| Zilver | NED  | Karin Ruckstuhl      | 4607      |
| Brons  | RUS  | Olga Levenkova       | 4579      |
| 4      | GER  | Sonja Kesselschläger | 4574      |
| 5      | RUS  | Yuliya Ignatkina     | 4459      |
| 6      | RUS  | Svetlana Ladokhina   | 4374      |
| 7      | KAZ  | Olga Rypakova        | 4368      |
| 8      | USA  | Hyleas Fountain      | 4205      |

### 4 x 400 m estafette
| rang   | land | naam                                                                     | prestatie |
| ------ | ---- | ------------------------------------------------------------------------ | --------- |
| Goud   | USA  | Tyree Washington LaShawn Merritt Milton Campbell Wallace Spearmon        | 3.03,24   |
| Zilver | POL  | Daniel Dąbrowski Marcin Marciniszyn Rafal Wieruszewski Piotr Klimczak    | 3.04,67   |
| Brons  | RUS  | Konstantin Svechkar Aleksandr Derevyagin Yevgeniy Lebedev Dmitriy Petrov | 3.06,91   |
| 4      | SWE  | Joni Jaako Johan Wissman Andreas Mokdasi Mattias Claesson                | 3.07,32   |
| 5      | DOM  | Arismendy Peguero Danis García Juan Betances Carlos Santa                | 3.08,47   |
| 6      | FRA  | Brice Panel Sébastien Maillard Teddy Venel Fadil Bellaabouss             | 3.09,55   |

| rang   | land | naam                                                                 | prestatie |
| ------ | ---- | -------------------------------------------------------------------- | --------- |
| Goud   | RUS  | Tatjana Levina Natalja Nazarova Olesja Krasnomovets Natalja Antjoech | 3.24,91   |
| Zilver | USA  | Debbie Dunn Tiffany Ross-Williams Monica Hargrove Mary Danner        | 3.28,63   |
| Brons  | BLR  | Natalja Sologub Anna Kozak Yuliana Zhalniryuk Ilona Oesovitsj        | 3.28,65   |
| 4      | POL  | Grazyna Prokopek Monika Bejnar Marta Chrust-Rozej Malgorzata Pskit   | 3.28,95   |
| 5      | JAM  | Shellene Williams Novlene Williams Moya Thompson Allison Beckford    | 3.29,54   |
| 6      | GBR  | Melanie Purkiss Jenny Meadows Emma Duck Helen Karagounis             | 3.29,70   |

## Verklaring
- WR: Wereldrecord
- WMR: Wereldkampioenschapsrecord
- AR: Werelddeel record
- NR: Nationaal record
- WL: Beste jaarprestatie
- PB: Persoonlijk record
- SB: Beste seizoensprestatie

## Medailleklassement
| Plaats | Land             | Goud | Zilver | Brons | Totaal |
| 1      | Rusland          | 8    | 5      | 5     | 18     |
| 2      | Verenigde Staten | 7    | 4      | 2     | 13     |
| 3      | Oekraïne         | 2    | –      | –     | 2      |
|        | Ethiopië         | 2    | –      | –     | 2      |
| 5      | Kenia            | 1    | 1      | 2     | 4      |
| 6      | Duitsland        | 1    | 1      | 1     | 3      |
|        | Wit-Rusland      | 1    | 1      | 1     | 3      |
| 8      | Ghana            | 1    | –      | –     | 1      |
|        | Grenada          | 1    | –      | –     | 1      |
|        | Ierland          | 1    | –      | –     | 1      |
|        | Mozambique       | 1    | –      | –     | 1      |
| 12     | Polen            | –    | 2      | 1     | 3      |
| 13     | Zweden           | –    | 1      | 2     | 3      |
| 14     | Spanje           | –    | 1      | 1     | 2      |
| 15     | Botswana         | –    | 1      | –     | 1      |
|        | Brazilië         | –    | 1      | –     | 1      |
|        | Bulgarije        | –    | 1      | –     | 1      |
|        | Jamaica          | –    | 1      | –     | 1      |
|        | Qatar            | –    | 1      | –     | 1      |
|        | Kroatië          | –    | 1      | –     | 1      |
|        | Cuba             | –    | 1      | –     | 1      |
|        | Nederland        | –    | 1      | –     | 1      |
|        | Panama           | –    | 1      | –     | 1      |
|        | Zuid-Afrika      | –    | 1      | –     | 1      |
| 25     | Bahama's         | –    | –      | 2     | 2      |
| 26     | Bahrein          | –    | –      | 1     | 1      |
|        | België           | –    | –      | 1     | 1      |
|        | Denemarken       | –    | –      | 1     | 1      |
|        | Italië           | –    | –      | 1     | 1      |
|        | Marokko          | –    | –      | 1     | 1      |
|        | Portugal         | –    | –      | 1     | 1      |
|        | Soedan           | –    | –      | 1     | 1      |
|        | Tsjechië         | –    | –      | 1     | 1      |

Parijs 1985 · 
Indianapolis 1987 · 
Boedapest 1989 · 
Sevilla 1991 · 
Toronto 1993 · 
Barcelona 1995 · 
Parijs 1997 · 
Maebashi 1999 · 
Lissabon 2001 · 
Birmingham 2003 · 
Boedapest 2004 · 
Moskou 2006 · 
Valencia 2008 ·
Doha 2010 ·
Istanboel 2012 ·
Sopot 2014 ·
Portland 2016 · 
Birmingham 2018 ·
Belgrado 2022 · 
Glasgow 2024 · 
Nanjing 2025 · 
Toruń 2026
Belgische medaillewinnaars · Nederlandse medaillewinnaars